# Đại Bộ, Hồng Kông

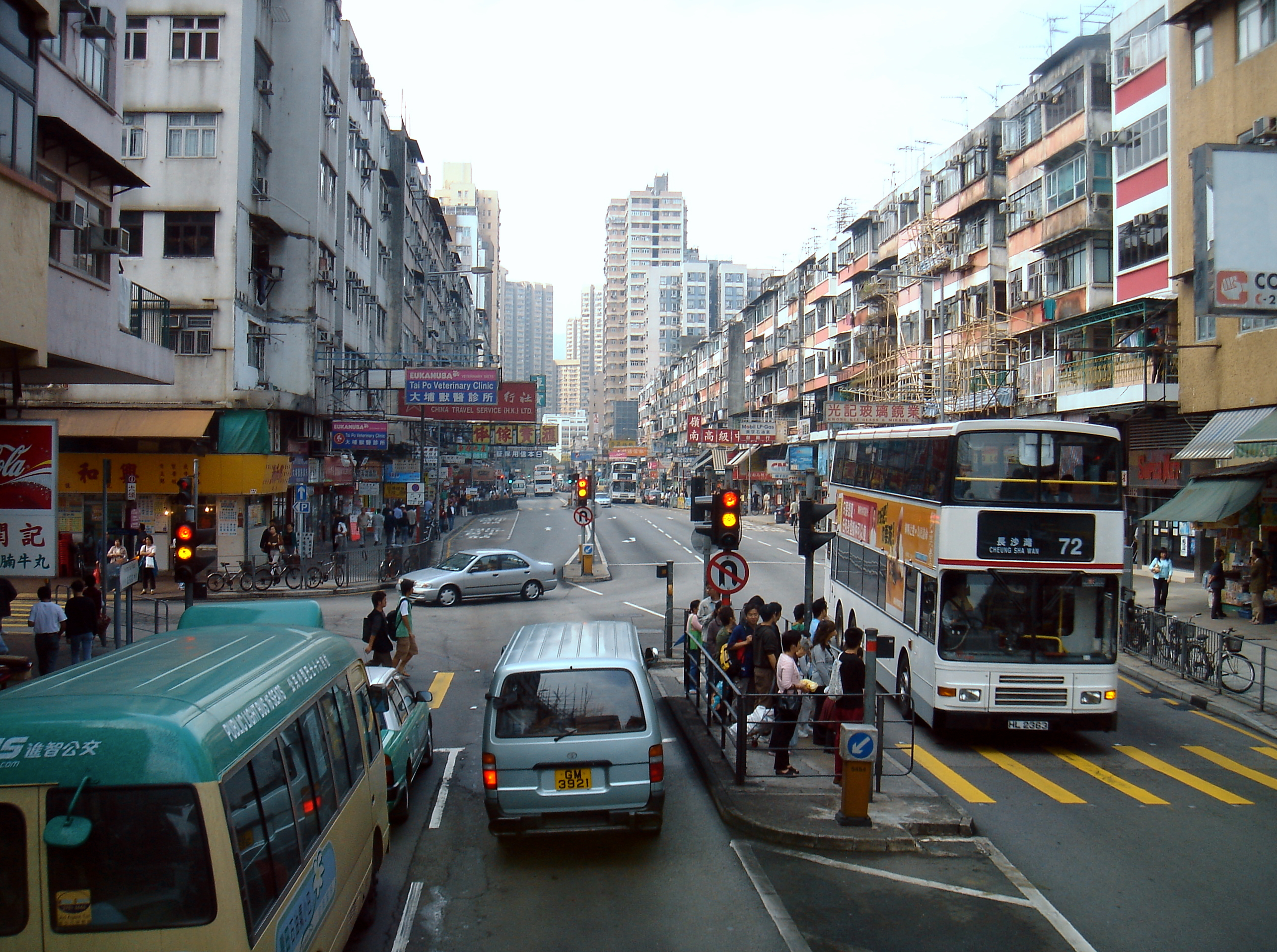
Giao lộ giữa đường Kwong Fuk và đường Wan Tau, Đại Bộ

Đại Bộ khu (giản thể: 大埔区; phồn thể: 大埔區; bính âm: Dàpǔ Qū; Việt bính: daai6 bou3 keoi1) là một trong 18 quận của Hồng Kông. Quận bao gồm các khu vực Đại Bộ, Đại Bộ Khẩu, Thuyền Loan Hải và phần phía bắc của Bán đảo Tây Cống trên cả hai bờ eo biển Xích Môn. Quận nằm ở Tân Giới. Trung tâm hành chính của quận là Đô thị mới Đại Bộ.
Giống như Nguyên Lãng, khu vực Đại Bộ chủ yếu là các thị trấn truyền thống. Đô thị mới Đại Bộ, được phát triển tại khu vực xung quanh Đại Bộ trên vùng đất cải tạo ở cửa sông Lâm Thôn và sông Đại Bộ. Năm 2001, dân số của quận là 310.879 người. Đây là quận có mật độ dân số thấp thứ ba tại Hồng Kông.